# Feyzullah Aktürk
Feyzullah Aktürk (ur. 1 stycznia 1999) – turecki zapaśnik startujący w stylu wolnym. Brązowy medalista mistrzostw świata w 2023. 
Mistrz Europy w 2022, 2023 i 2024; trzeci w 2025. Wicemistrz igrzysk śródziemnomorskich w 2022. 
Trzeci na MŚ U-23 w 2022. Mistrz Europy U-23 w 2022. Trzeci na MŚ juniorów w 2017 i 2019. Mistrz Europy juniorów w 2019; drugi w 2018; trzeci w 2016. Mistrz Europy kadetów w 2016 roku.